# ポカリスエットオープンゴルフトーナメント
ポカリスエットオープンゴルフトーナメントは、大塚グループ主催、日本プロゴルフ協会公認で1982年から1994年まで開催されていたゴルフトーナメントである。会場は広島県大和町の白竜湖カントリークラブであった。優勝者にはポカリスエット、ボンカレー、オロナミンC各1年分が贈られていた。

## 歴代優勝者
- 1994 水巻善典
- 1993 池内信治
- 1992 陳志明
- 1991 川岸良兼
- 1990 湯原信光
- 1989 横島由一
- 1988 イアン・ベーカー・フィンチ
- 1987 吉村金八
- 1986 飯合肇
- 1985 青木基正
- 1984 尾崎健夫
- 1983 牧野裕
- 1982 甲斐俊光

## TV放送
- TV放送はテレビ新広島（TSS）をキーステーションにフジテレビ系列で決勝ラウンドを放送した。
  - 3日目は大塚製薬以外のスポンサーが各局で異なり、最終日は大塚製薬をメインスポンサーとした複数社提供でCM・提供クレジットを含めTSSからの送り出しで全国ネットとなっていた。このため、TSSが音声多重放送を行っていなかった1991年まではCMがモノラル音声で放映された地域がある。
  - 大会終了後の1995年より、テレビ新広島はこの位置づけで年一回、日曜夕方にフジテレビ系列全国ネットの特別番組を制作・放送している。2021年までは「ニッポンを釣りたい!」を、2022年以降はローカル番組（フジテレビを含む一部の系列局にも番組販売あり）の「西村キャンプ場」を全国ネットの特別バージョンを（2023年より『今田と西村キャンプ場』と題して）放送。